# Trimúrti

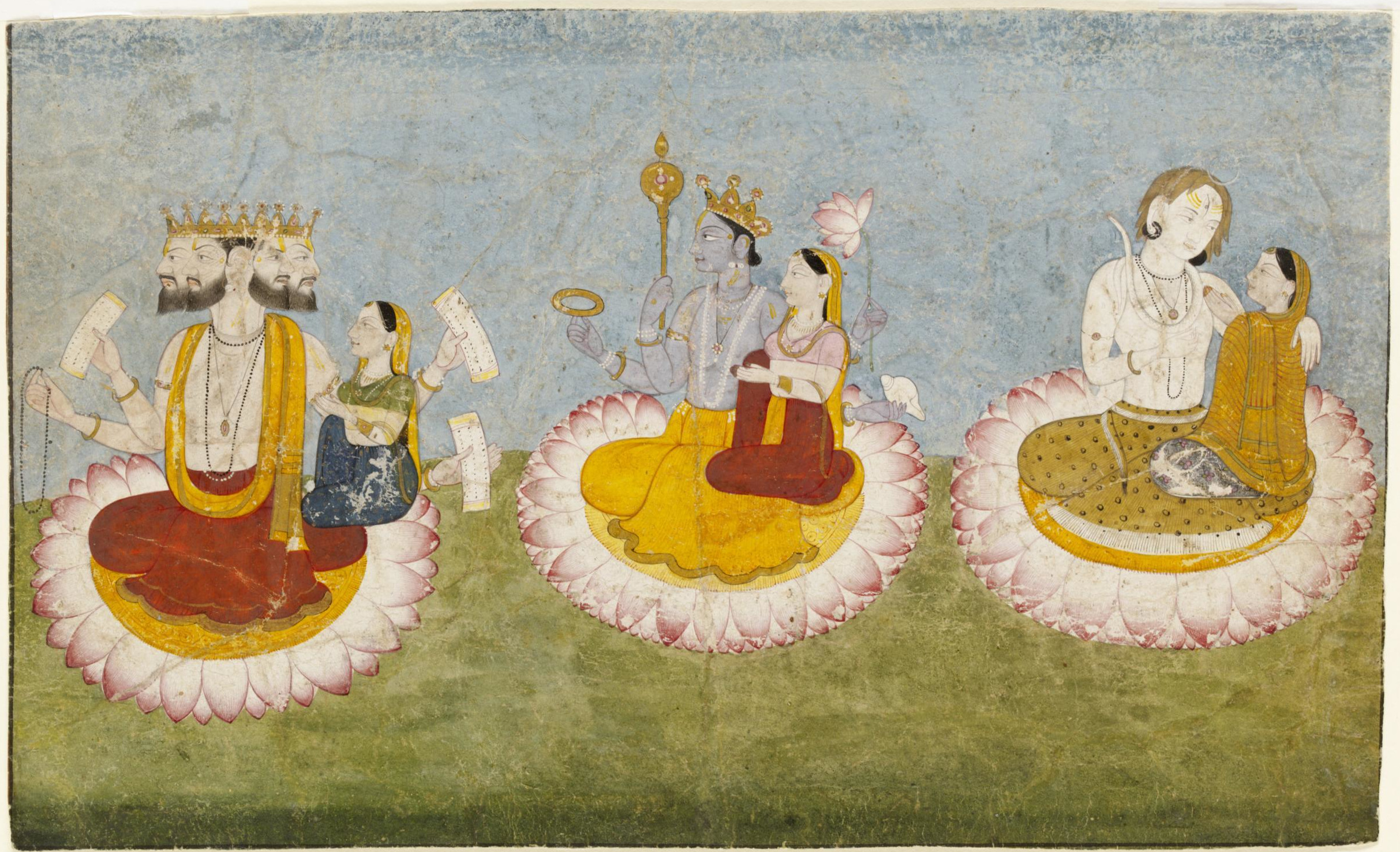
Brahma, Višnu a Šiva se svými manželkami Sarasvatí, Lakšmí a Parvatí (V&A Museum, kolem 1770)

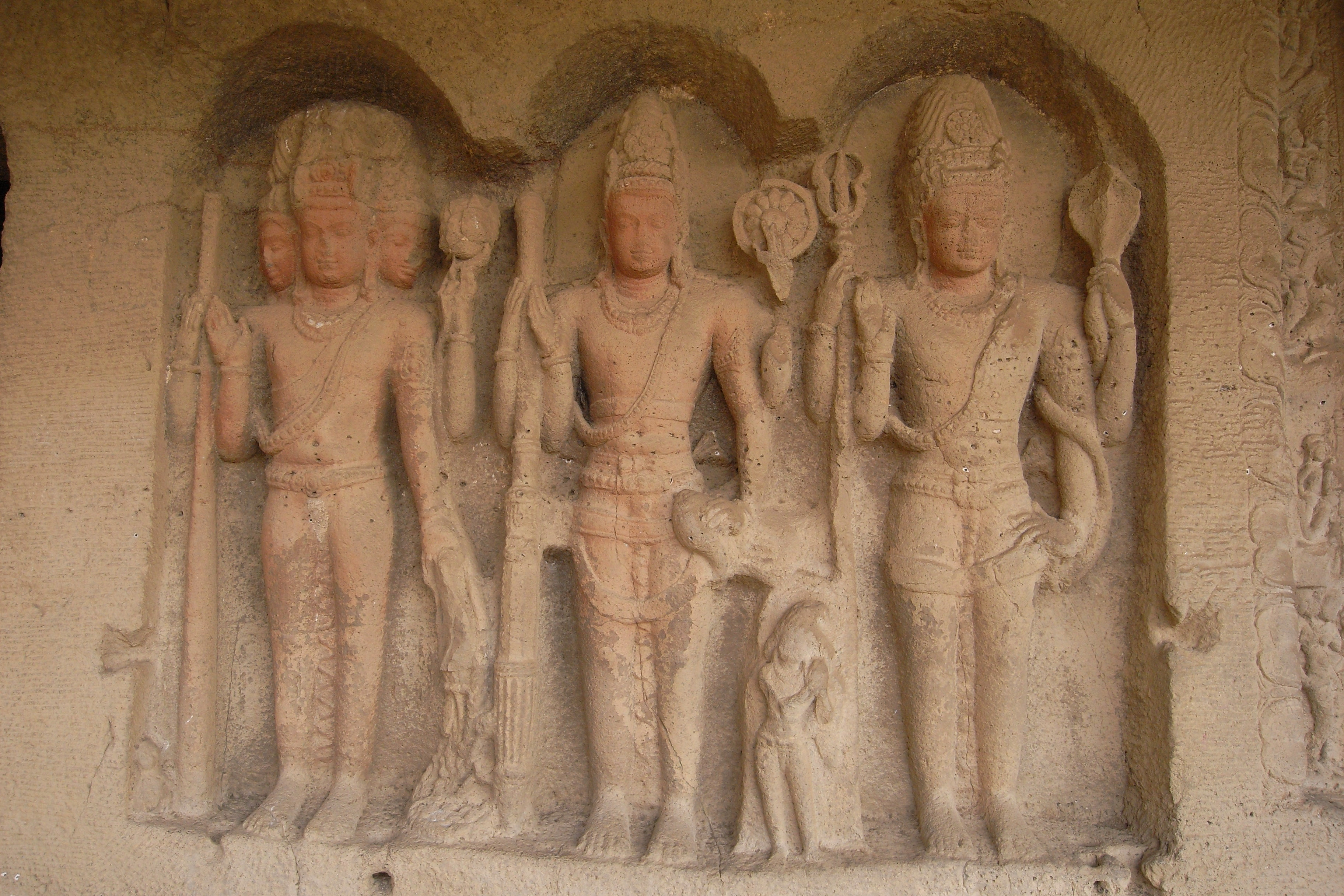
Trimurti

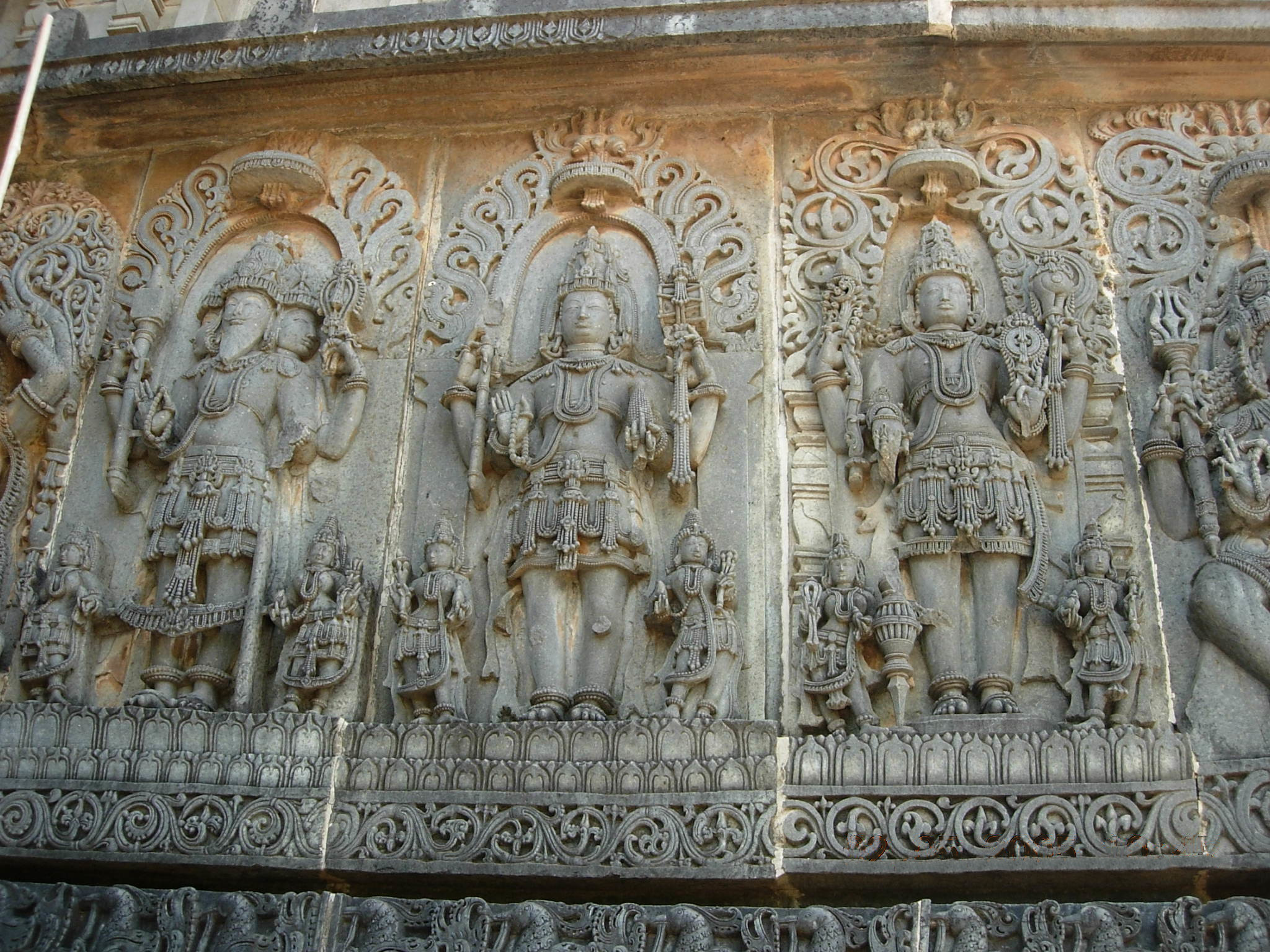
Trimurti

Trimúrti (v sanskrtu त्रिमूर्ति, Trimūrti), doslova „mající trojí podobu“, je označení pro trojici hlavních hinduistických bohů: Brahmy-stvořitele, Višnua-udržovatele a Šivy-ničitele. Tyto tři podoby bývají vnímány jako vyjádření nejvyššího božstva Íšvary v jeho třech různých aspektech a funkcích, jak se projevuje v chodu vesmíru. Trojice bohů bývá zobrazována buď jako jediné tělo se třemi hlavami (uprostřed vždy Višnůova), anebo ve trojici, jako tři jednotliví bozi vedle sebe, stojící či sedící. Uprostřed bývá vždy Višnu, vlevo Brahma a vpravo pak Šiva. Mohou být rovněž doprovozeni svými ženskými protějšky: Brahma se Sarasvatí, Višnu s Lakšmí a Šiva se Šakti (Párvatí-Kálí-Durgou). Koncept trimúrti navazuje na starší védskou trojici representovanou Agnim, Vájuem a Súrjou. Sám Brahma je v hinduistických chrámech málokdy vyobrazen, většina jeho vyobrazení je právě v konstelaci trimúrti.
Koncept vznikl v povédském, puránském období (po začátku našeho letopočtu), kdy vznikla velká poptávka po "syntetickém hinduismu", který by pospojoval různé tradice, včetně těch sektářských, které si žádaly co nejkomplexnějšího, absolutního boha. Za jeden z nejranějších zdrojů, kde se koncept objevuje, je považována Kálidásova báseň Kumárasambhava ze 4.–5. století. Nejvíce je rozvinut ve spise Kúrma Purána, hovoří se o něm i ve spise Maitrájaṇíja Upanišada. Neměl však nakonec takový úspěch. Jedním z hlavních důvodů bylo, že v hinduismu nikdy nezískal Brahma takové postavení jako Višnu a Šiva a jeho povýšení na stejnou úroveň v konceptu trimúrti tedy spíše naráželo na odpor, a že šivaisté a višnuisté vnímali trimúrti nakonec jako projev svého vlastního boha, takže sjednocující funkci koncept nesplnil. Největšího rozkvětu dosáhl v 6. století, kdy vzniklo i několik chrámů k uctívání trimúrti. Vyobrazení lze nalézt například v jeskyni Elefanta na ostrově Gharapuri nebo v indonéském Prambananu.
Šaktismus přišel s verzí "ženského trimúrti", které je zváno tridéví a je tvořeno trojicí bohyň Sarasvatí (manželka Brahmy), Lakšmí (manželka Višnua) a Párvatí (manželka Šivy). Ádi Šankara v 9. století doporučil do trojice dosadit Šakti a Ganéšu, později ještě boha války Kárttikeju. Sekta Saura se pokusila dosadit do trimúrti svého boha Súrju, ale nakonec tři ostatní prvky označila za Súrjovy projevy a koncept opustila. Legendární jogín Dattátréja je v hinduismu považován za avatara trimúrti, a je proto zobrazován se třemi hlavami.
Božské postavy v trojici jsou v náboženství poměrně časté, k nejznámějším patří Nejsvětější trojice v křesťanství, koncept trikaya v buddhismu, Grácie či Erínye v řecké mytologii, Norny v severské mytologii nebo Morrígan v irské.